# Войткова (гмина Устшики-Дольне)
Войткова (пол. Wojtkowa) — сельское поселение, деревня на территории гмины Устшики-Дольне (пол. Ustrzyki Dolne) в Бещадском повете (пол. Powiat bieszczadzki) Подкарпатского воеводства (пол. Województwo podkarpackie) на юго-востоке Польши (пол. Polska). Поселение располагается в долине реки Вигор (пол. Wiar, укр. Вігор, В'яр), у шоссейной дороги № 890, ведущей из Кузьмины к Устшикам-Дольным и в 9 км от границы с Украиной.

## Административно-территориальное деление
В 1934—1939 и 1944—1954 годах деревня была административным центром одноимённой гмины львовского и жешувского воеводств. В 1975—1998 годах административно принадлежала к кросненскому воеводству. В деревне расположен отдел пограничной стражи.

## История
Впервые данное поселение упоминается под наименованием Турза в 1494 году. В Турзе того периода уже существовала хозяйственная деятельность и поселение платило подати, что указывет на основание деревни до 1470 года и как минимум до XVIII века сельское поселение принадлежало рыботицкой казне.
В 1605 году деревню силой оружия пытался захватить Ян Красицкий, чтобы таким способом вернуть хоть часть ссуды, данной им трагически погибшему хозяину деревни Яну Томашу Дрогоёвскому.
После первого раздела Речи Посполитой в 1772 году деревня была передана Габсбургской монархии, входящей в состав провинции Королевства Галиции и Лодомерии.
В XVII веке тут существовал оборонительный форт (лат. Fortalitium). В XIX веке в Войтковой действовали три водные лесопилки.
После распада Австро-Венгрии и образования 1 ноября 1918 года Западно-Украинской Народной Республики село вошло в состав Польской Республики.
В декабре 1944 года в деревне был основан сильный пункт милиции, принимающей участие в борьбе с УПА. Среди прочих операций, личный состав участвовал в пацификации 16 февраля 1945 года деревни Пашова. К середине 1945 года от их рук погибло 47 украинцев. Участок милиции неоднократно подвергался атакам различных отрядов УПА.
В 1944 году украинцы, одетые в мундиры СС, ворвались в школу, арестовали директора и вывезли на уничтожение в лес. 28 апреля 1945 года отряд УПА под командованием «Бурлака» напал на участок и уничтожил 12 милиционеров и 7 жителей деревни. 29 сентября при нападении погибли 15 милиционеров (в большинстве бывшие солдаты АК района Варты) и 20 гражданских поляков. 22 октября 1945 года участок был захвачен УПА и сожжён. При этом пленные раненые милиционеры были брошены в огонь. Были спалены все польские хозяйства и убито 20 мирных поляков. 5 августа 1946 года действующий в районе деревни в течение двух месяцев отряд УПА повесил 28 человек (это были поляки и отказавшиеся сотрудничать с УПА члены смешанных семей). Всего в братоубийственных столкновениях погибло 70 мирных поляков и более 40 мирных украинцев. Уничтожение отрядов УПА в окрестностях деревни проведено 28-м пехотным полком из Пшемысля (командир полковник Выгнаньский). В боях погибло большое число солдат с обеих сторон. Воспоминания об этих годах оставил войт деревни Владислав Тарнавский (в альманахе «Полонины» 1992 год). Во время акции «Висла» из деревни было выселено 515 человек.
В 1951 году вместо украинцев в деревне поселились греческие эмигранты. В 1956 году несколько семей уроженцев деревни получили разрешение вернуться.
К 2020 году в деревне насчитывалось около 50 хозяйств.

## Демография
В 1880 году в деревне (вместе с деревней Нетребка) насчитывалось 89 домов и 564 жителя и 24 дома и 160 жителей, в том числе 477 греко-католиков, 182 римо-католика и 65 евреев. Существовали также школа и лесопилка, которая за год перерабатывала 1200 м³ древесины и производила 800 м³ досок, ящиков и прутков.
Последними хозяевами деревни были (до 1939 года) Новоселецы. В 1921 году деревня насчитывала 156 домов и 955 жителей (527 греко-католиков, 310 римо-католиков, 113 иудеев и 5 евангелистов).
По состоянию на 31 марта 2011 года:
|         | Всего | До трудоспособного возраста | Трудоспособного возраста | Старше трудоспособного возраста |
| ------- | ----- | --------------------------- | ------------------------ | ------------------------------- |
| Мужчины | 235   | 60                          | 157                      | 18                              |
| Женщины | 238   | 63                          | 137                      | 38                              |
| Всего   | 473   | 123                         | 294                      | 56                              |

## Достопримечательности

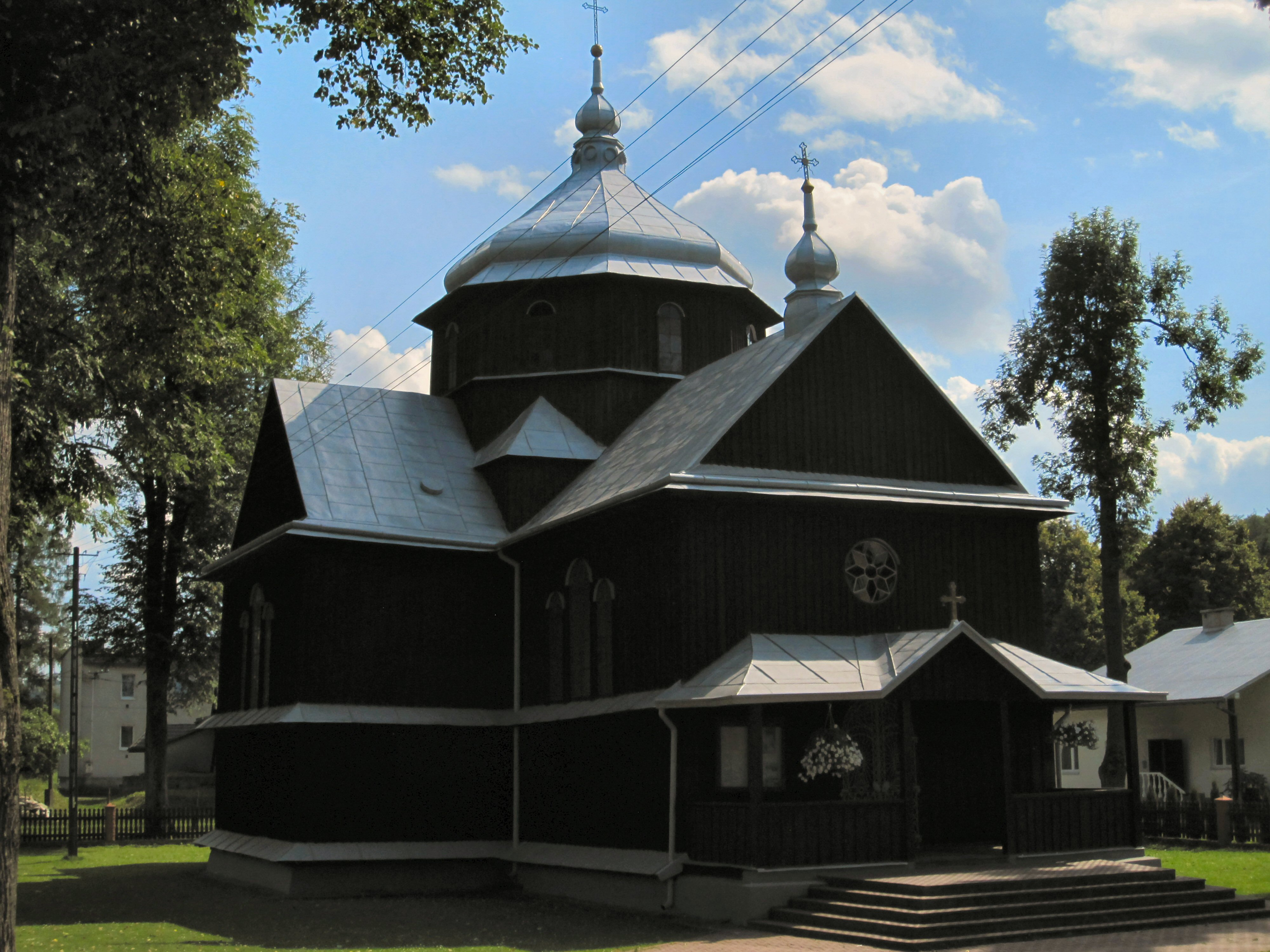
Костёл св. Максимилиана Кольбе (ранее Церковь Рождества Пресвятой Богородицы)

- Церковь Рождества Пресвятой Богородицы — деревянная приходская греко-католическая церковь. Построена в 1920 году на месте старинной деревянной церкви 1734 года. Сейчас католический костёл св. Максимилиана Кольбе[10]. Иконостас не сохранился. Внутри находится поздне-барокковый главный алтарь 2-й половины XVIII века, перенесённый из Лежайска. Правый боковой алтарь с образом св. Станислава Костки начала XIX века и табернакль 2-й половины XVIII века[11].
- Приусадебный парк — находится возле большого изгиба Вигора. Уцелел после уничтожения имения Новоселецов отрядом УПА в 1945 году. Уцелела в том числе и великолепная липовая аллея у подъездной дороги.
- Мельница XIX века построенная по прусской технологии, что является крайней редкостью в этих местах.
- Каменная часовня, построенная около 1890 года.
- Дом № 32 — построенный в 1910 году и до недавнего времени (до 1992 года) имевший соломенную крышу.
- Неподалёку от деревни находится Арламув, бывший во времена ПНР местом отдыха правителей Польши. В Арламуве во время военного положения был интернирован Лех Валенса.

## Фотогалерея

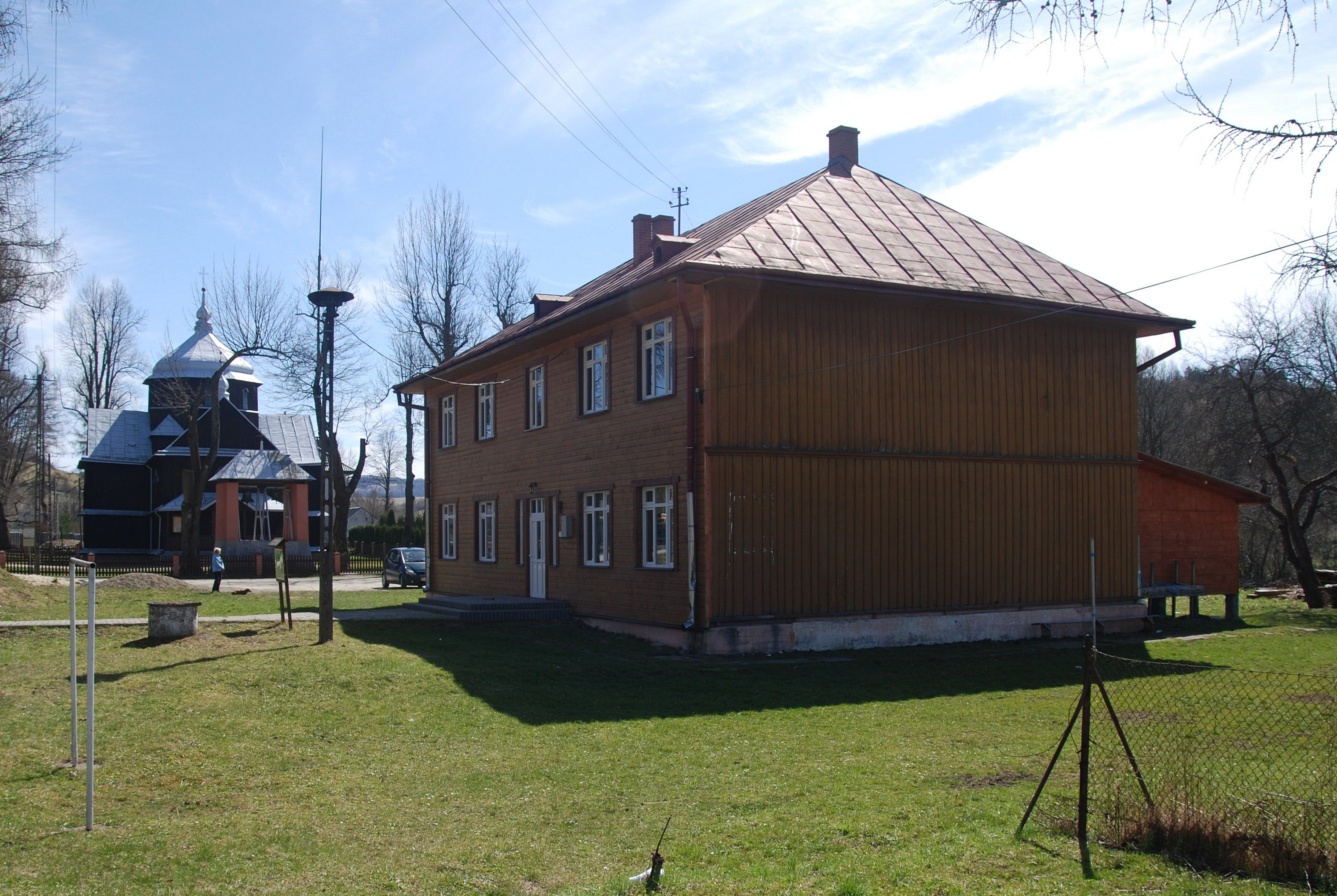
Сельская школа
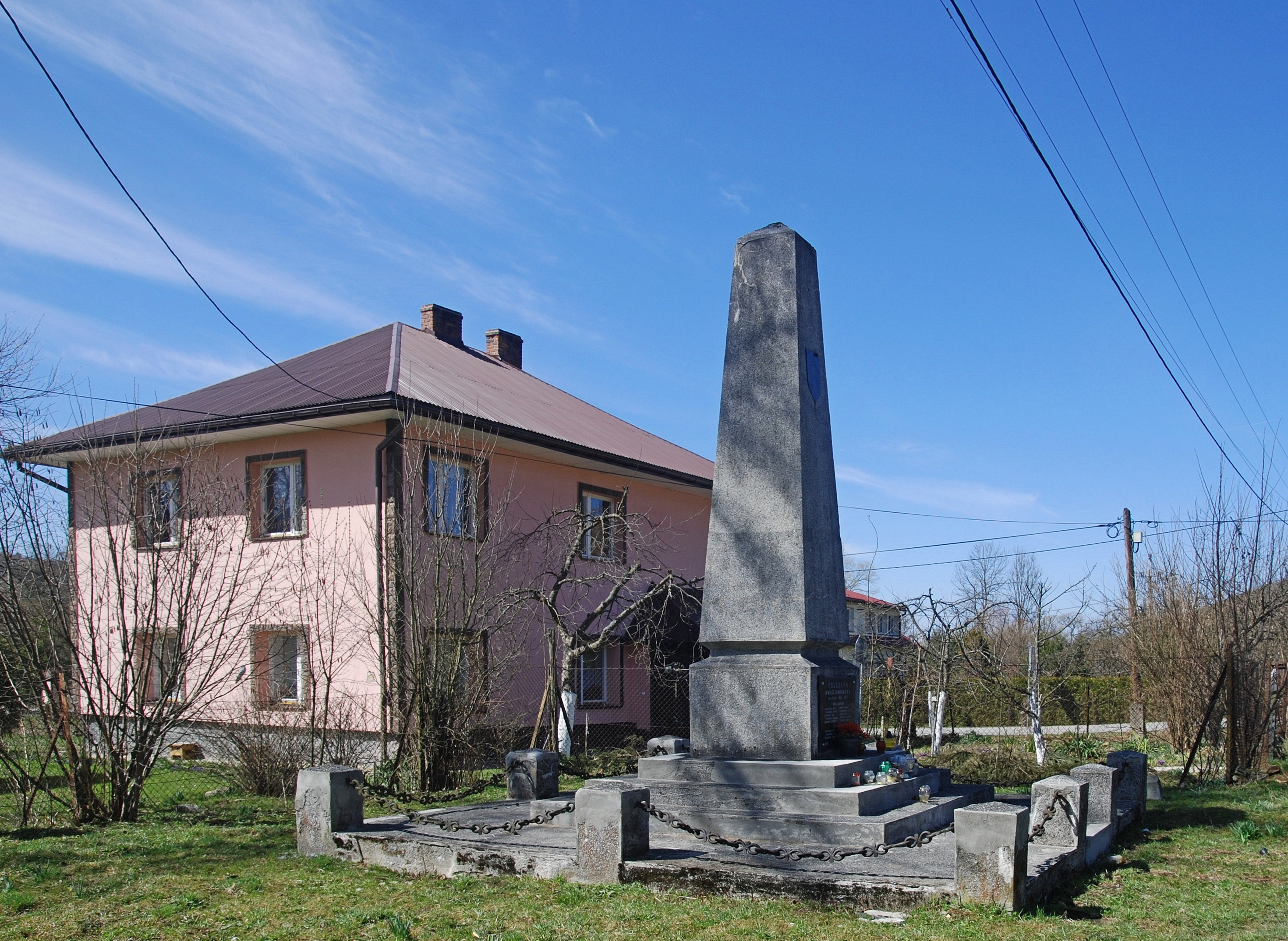
Памятник 1969 года
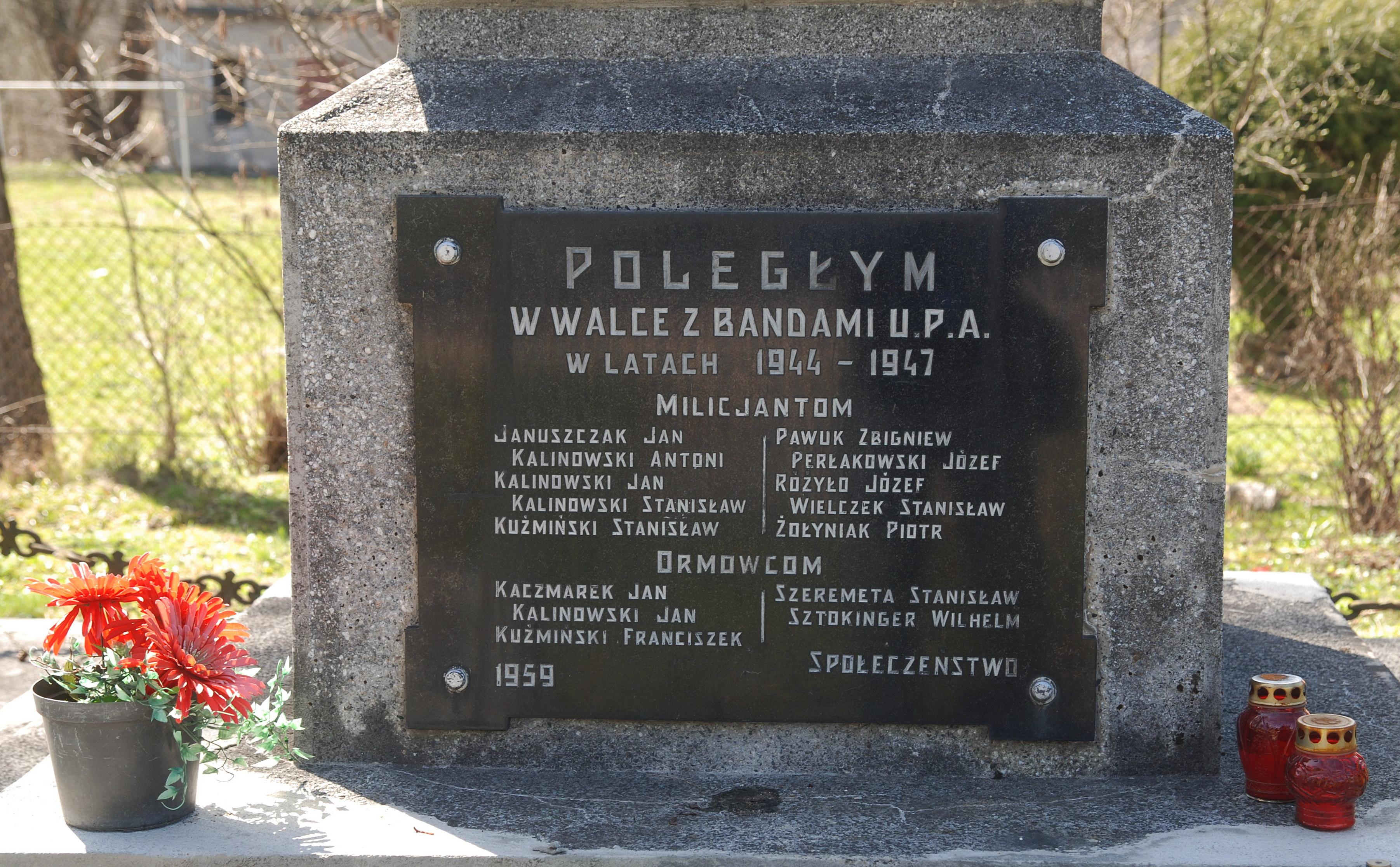
Мемориальная памятная доска на памятнике